# Jacques Guymont
Jacques Guymont, né le 1er janvier 1920 dans le 8e arrondissement de Paris, et mort le 9 novembre 1982 aux Ulis, est un réalisateur français.

## Biographie
Assistant de Jean-Pierre Melville à deux reprises à la fin des années 1940, Jacques Guymont a réalisé un seul long métrage, Les Bras de la nuit, sorti en 1961.
Il est le père du réalisateur et producteur de télévision Dominique Guymont.

## Filmographie
Assistant réalisateur
- 1945 : Bernard père et fils, court métrage d'Albert Guyot
- 1949 : Le Silence de la mer de Jean-Pierre Melville
- 1950 : Les Enfants terribles de Jean-Pierre Melville
- 1958 : Les Tripes au soleil de Claude Bernard-Aubert
- 1959 : Chaque minute compte de Robert Bibal

Réalisateur
- 1961 : Les Bras de la nuit